# El Paso, Texas
El Paso là một thành phố và thủ phủ của quận El Paso, tiểu bang Texas, Hoa Kỳ, là một phần của miền Tây Nam Hoa Kỳ. Theo cuộc điều tra dân số năm 2019 thì thành phố này có dân số ước tính khoảng 681,728, là thành phố lớn thứ sáu của Texas và lớn thứ 21 trên toàn nước Mỹ. Vùng đại đô thị của nó bao gồm cả hạt El Paso với dân số khoảng 736,310.
El Paso nằm bên sông Rio Grande, con sông chạy dọc biên giới México-Hoa Kỳ từ Ciudad Juárez, thành phố đông dân nhất bang Chihuahua, (México) với 1,4 triệu dân. Las Cruces, ở bang Hoa Kỳ láng giềng New Mexico, có dân số 215.579 người. Về phía Hoa Kỳ, khu vực đô thị El Paso tạo thành một phần của khu vực thống kê lớn hơn El Paso - Las Cruces CSA, với dân số 1.060.397 người. Thành phố này có trường Đại học Texas tại El Paso. Fort Bliss, một căn cứ lớn của quân đội Hoa Kỳ cũng đóng tại phía đông và đông bắc thành phố. Dãy núi Franklin mở rộng tới El Paso từ phía bắc và chia đôi thành phố thành hai phần, với khu thương mại nối liền hai đoạn của phần cuối phía nam dãy núi.
Hai quốc gia, ba thành phố này tạo thành một quốc tế kết hợp khu vực đô thị đôi khi được gọi là Paso del Norte hoặc Borderplex. Khu vực có 2,5 triệu người tham gia vào lực lượng lao động song ngữ và song ngữ lớn nhất tại Tây bán cầu.

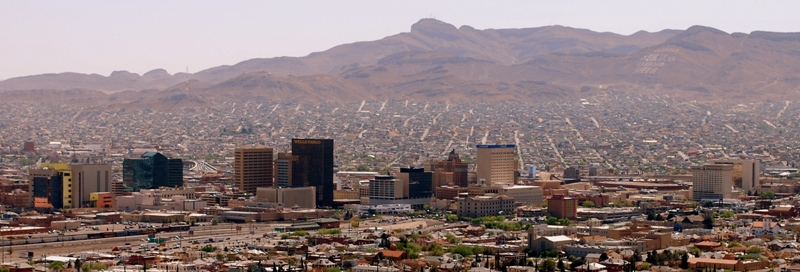
El Paso Skyline from Rim Road

Thành phố này là nhà của ba công ty giao dịch công khai, và trước đây Tây Refining, nay là Andeavor. as well as home to the Medical Center of the Americas, tổ hợp nghiên cứu và chăm sóc y tế duy nhất ở West Texas và Nam New Mexico, và Đại học Texas tại El Paso, trường đại học chính của thành phố. Thành phố tổ chức trò chơi bóng đá đại học hàng năm Sun Bowl, trò chơi lâu đời thứ hai trò chơi bát trong cả nước.
El Paso có sự hiện diện mạnh mẽ của liên bang và quân đội. Trung tâm y tế quân đội William Beaumont, Sân bay quân đội Biggie và Fort Bliss gọi thành phố về nhà. Fort Bliss là một trong những khu phức hợp quân sự lớn nhất của Quân đội Hoa Kỳ và là khu vực huấn luyện lớn nhất ở Hoa Kỳ. Cũng có trụ sở tại El Paso là DEA phân khu nội địa 7, Trung tâm tình báo El Paso, Lực lượng đặc nhiệm chung phía Bắc, Tuần tra biên giới Hoa Kỳ Khu vực El Paso và Nhóm hoạt động đặc biệt tuần tra biên giới Hoa Kỳ (SOG).
Trong năm 2010 và 2018, El Paso đã nhận được Giải thưởng Thành phố toàn Mỹ. El Paso được xếp hạng trong ba thành phố lớn an toàn nhất ở Hoa Kỳ từ năm 1997 đến 2014, bao gồm cả việc giữ danh hiệu thành phố an toàn nhất từ năm 2011 đến 2014.